# Purenleon minor
Purenleon minor is een insect uit de familie van de mierenleeuwen (Myrmeleontidae), die tot de orde netvleugeligen (Neuroptera) behoort. 
Purenleon minor is voor het eerst wetenschappelijk beschreven door Banks in 1927.